# Simon Schoon
Simon Schoon, detto "Siem", (29 agosto 1912 – Groninga, 2 maggio 1989), è stato un insegnante e partigiano olandese che, durante la seconda guerra mondiale, nascose alcuni ebrei nella sua abitazione a Vries, nella provincia della Drenthe.

## Biografia
L'insegnante Simon Schoon, molto attivo nella resistenza, e Geesje Noorlag, che a quel tempo era sua moglie, nascosero nella loro abitazione alcuni ebrei, tra cui Willie Braaf e Saar Bamberg-Meyer. Simon, inoltre, faceva da insegnante al figlio di Willie, Herman, nascosto altrove assieme alla madre Aaltje, si occupava di cercare altre famiglie disposte a nascondere gli ebrei e scortava personalmente i clandestini in luoghi sicuri. Quando divenne troppo pericoloso continuare a nascondere gli ebrei a Vries, trasferì il suo gruppo nella casa di suo padre ad Assen. I tedeschi, che iniziarono a sospettare qualcosa, arrestarono Siem. L'insegnante riuscì a fuggire e a nascondersi ma continuò a collaborare con la resistenza e ad aiutare le persone perseguitate dai nazisti. Il 27 dicembre del 1976, Yad Vashem ha riconosciuto Simon Schoon come Giusto tra le nazioni. 